# Marton Manó
Marton Manó (álneve Árva Pál; Kaposvár, 1874. április 4. – Budapest, 1928. december 22.) magyar újságíró, szerkesztő, költő.

## Életútja, munkássága
Marton Sámuel vendéglős és Fischer Cecília fia. Fiatalon a Pécsi Napló tudósítója, 1897-től a Nagyvárad szerkesztője. 1912-ben indította meg Új Nagyvárad című napilapját, mely később mint Nagyváradi Esti Lap is megőrizte a főszerkesztése alatt kialakult, színes, mozgékony jellegét. 1902-ben vitája támadt Adyval. 1912-ben ő szervezte meg Magyarországon az első újságírósztrájkot. Egyfelvonásosát a Holnap Irodalmi Társaság rendezésében mutatták be Nagyváradon 1909. március 20-án. A trianoni békeszerződés aláírásáig Az Est nagyváradi tudósítója volt.
Házastársa Pauncz Sámuel kereskedő és Degen Karolina lánya, Mária volt, akivel 1897. április 4-én Dombóváron kötött házasságot.

## Munkássága
Első szépirodalmi próbálkozásainak az 1890-es években Kiss József A Hét hasábjain biztosított nyilvánosságot. Nyílt pályán (1909), Fiam, a huszár (1910) és A paróchiára besüt a nap (1914) című darabjait a nagyváradi Szigligeti Színházban mutatták be, apróbb jeleneteit műkedvelők játszották. Színpadi cenzúra Nagyváradon száz évvel ezelőtt c. cikke (Nagyvárad, 1925. október 25.) korrajz. A Magyar Szó és Tavasz folyóiratok munkatársa. Új magyar anekdotakincs cím alatt négy folytatásban Tóth Béla Szájról-szájra című anekdotagyűjteményét (Budapest, 1901) egészítette ki a Tavasz hasábjain (1919-20).

## Kötetei
- Verses könyv. (1899)
- Nyílt pályán, d., (Nagyvárad, 1909)
- Mari és Marika. Még egyéb történetek (álnevén, Nagyvárad, 1919)